# 1941 (фильм)
«1941» (или «Ты́сяча девятьсо́т со́рок пе́рвый») — американский художественный фильм 1979 года, военная комедия режиссёра Стивена Спилберга. Кинодебют Микки Рурка.

## Сюжет
Действие фильма разворачивается в Лос-Анджелесе в декабре 1941 года, вскоре после нападения японской авиации на Пёрл-Харбор. Многие жители Лос-Анджелеса абсолютно уверены, что следующий удар японцы нанесут по их городу и всеми силами готовятся к обороне.
Коварные японцы действительно послали к побережью Калифорнии подводную лодку под командованием коммандера Акиро Митамура (Тосиро Мифуне) с заданием «разрушить что-нибудь важное». Эту старую субмарину подарила Японии нацистская Германия, поэтому японцев, которые плохо знакомы с немецкой техникой, консультирует опытный подводник капитан Вольфганг фон Кляйншмидт (Кристофер Ли). Однако даже его опыт не может помочь, когда на лодке выходит из строя компас и японцы обнаруживают, что заблудились, не зная, что находятся всего в паре сотен метров от американского берега. На всплывшую в ночном тумане лодку буквально натыкается пловчиха из калифорнийского клуба «моржей».
Тем временем в Лос-Анджелесе объявлено о предстоящем проведении в одном из клубов города танцевального конкурса, к которому страстно готовится танцор-любитель Уолли Стивенс (Бобби Ди Чикко). Он намерен выиграть конкурс вместе со своей девушкой Бетти Дуглас (Дайанна Кей) и не подозревает, что всех девушек из патриотических соображений обязали танцевать только с военными. Военные не заставляют себя ждать — в городе просто уйма моряков и армейцев.
В это время в Долине Смерти, на шоссе возле бензозаправки, приземляется истребитель безбашенного лётчика капитана «Дикого Билла» Келсо (Джон Белуши). «Дикий Билл» требует заправить ему самолёт и пугает местных жителей рассказами о том, что он вот уже несколько суток гоняется за летающей над Америкой японской эскадрильей. Внезапно мотор его самолёта сам собой заводится и Келсо бросается вслед за своим истребителем по шоссе, паля в воздух из пистолета. Одна из пуль, срикошетив, поджигает бензин и заправка за спиной капитана взлетает на воздух.
В Лос-Анджелес прибывает новый командующий гарнизоном генерал Джозеф Стилвелл (Роберт Стэк), флегматичный и трезвый военный, который совершенно не верит в японскую угрозу и всем делам предпочитает просмотр нового диснеевского мультфильма «Дамбо». Вместе с ним приезжает его секретарь Донна Страттон (Нэнси Аллен), которая помешана на самолётах. Об этой её слабости знает адъютант Стилвелла, сексуально озабоченный штабной капитан Лумис Беркхед (Тим Мэтисон), который всеми силами пытается соблазнить Донну, затащив её в какой-нибудь самолёт. Забравшись в один из стоящих на лётном поле Б-17, они по неосторожности сбрасывают авиабомбу, которая падает на асфальт и катится в сторону дающего пресс-конференцию генерала — как раз когда он произносит, что «пока он тут командует, ни одна бомба в Калифорнии не взорвётся». Бомба, однако, взрывается, лишь по счастью никого не убив.
Уолли пытается убедить Бетти, чтобы она танцевала с ним на конкурсе. Всё это происходит возле дома отца Бетти — Уорда Дугласа, комичного патриота-энтузиаста, который не любит Уолли из-за того, что тот разбил его машину. Уолли прячется от отца Бетти в гараже. Возле дома появляется зенитка сержанта Фрэнка Три (Дэн Эйкройд), которому дан приказ установить орудие на участке Уорда Дугласа. Соблюдая требования техники безопасности, сержант показывает помешанному на оружии хозяину дома, что нельзя делать, чтобы зенитка случайно не выстрелила — то есть фактически инструктирует его, как надо из неё стрелять.
В это время капрал Ситарски (Трит Уильямс) обнаруживает Бетти, мгновенно «западает» на неё и не даёт ей проходу. В гараже он сталкивается с Уолли. Завязывается драка, в результате которой сопротивляющегося Уолли насильно выносят на помойку.
Тем временем, командир японской субмарины, который никак не может сориентироваться, высаживает на берег в пригороде Лос-Анджелеса разведгруппу, чтобы взять «языка» и узнать, где они находятся. Группа захватывает торговца рождественскими ёлками Холлиса (Холли) Вуда (Слим Пикенс), а заодно — и его древний радиоприёмник. Японцы допрашивают придурковатого торговца, всё время путаясь из-за созвучия его имени и с названием города Голливуд. В конце концов, они решают, что Голливуд, «сердце Америки», совсем близко и они смогут его разрушить. Во время обыска они находят у Вуда в пачке с чипсами маленький игрушечный компас. Поняв, что игрушка представляет для врага интерес, Вуд героически её проглатывает. Японцы поят его слабительным, но Вуд страдает запором и добыть из его желудка компас оказывается не так легко. В результате Вуду удаётся застать японцев врасплох и сбежать с подводной лодки — правда, оказавшись в море и не зная, в какой стороне берег.
Ближе к ночи в комплексе ярмарочных аттракционов на берегу на вершину колеса обозрения поднимается ночной дозор, который должен наблюдать за небом и сообщать о возможном авианалёте. Один из дозорных панически боится высоты, а второй — ярмарочный чревовещатель, у которого в мешке живёт похожая на него кукла, разговорами с которой он в случае чего развлекается.
Всё это время чокнутый Билл Келсо гоняет над Америкой воображаемую японскую эскадрилью, постепенно приближаясь к Лос-Анджелесу.
Генералу Стилвеллу мешают смотреть мультфильм, докладывая, что командующий законсервированной авиабазой полковник Мэдмен Мэддокс уверен, что японцы высадили десант для захвата его базы и срочно требует подкреплений. Для того, чтобы успокоить Мэддокса, генерал посылает капитана Лумиса Беркхеда; сопровождать его вызывается Донна Страттен.
Вечером в клубе начинается танцевальный конкурс, на который Уолли удаётся проникнуть после того, как он оглушает военного полицейского и забирает его форму. Он танцует с Бетти, одновременно отбиваясь от капрала Ситарски, зарабатывает первый приз и провоцирует грандиозную драку между моряками и пехотинцами. Драку останавливает прибывший на харизматичном танке «Ли» сержант Три, который произносит пламенную патриотическую речь.
На авиабазе Мэддокса капитан Биркхед сажает Донну в самолёт, потому что соблазнить её на земле у него не получается, и они летят на нём в сторону Лос-Анджелеса. На старом бомбардировщике нет радио, силам ПВО опознать его в темноте не удаётся, самолёт принимают за японский и по всему штату объявляется воздушная тревога. Начинается беспорядочная стрельба в небо из зениток и всех видов стрелкового оружия, которая наносит ущерб прежде всего высотным постройкам и рекламным плакатам. Сержант Три, который пулемётным огнём гасит демаскирующую город иллюминацию, ушиблен упавшей на него гигантской фигурой Санта-Клауса и находится в невменяемом состоянии.
Слетевшая с катушек Донна в пилотской кабине бомбардировщика занимается любовью с Беркхедом, который одновременно пытается управлять самолётом. В это время на перехват выходит истребитель «Дикого Билла» Келсо. Он преследует почти неуправляемый бомбардировщик над Лос-Анджелесом и ведёт с ним огневой бой буквально между домами бульвара Сансет. Подбитый самолёт Беркхеда падает неподалёку от парка отдыха, прямо в смоляное озеро. Довольный победой, «Дикий Билл» Келсо разворачивается над океаном и тут замечает японскую подлодку. Однако в следующий момент его самолёт из винтовки подбивают наблюдатели на колесе обозрения. Капитан Келсо с трудом садится в центре города и сообщает всем о субмарине, после чего отбирает у военного курьера мотоцикл и мчится к побережью. Туда же отправляется и танк, экипаж которого по дороге подбирает всё ещё одетого в армейскую форму Уолли и, из-за сержантских нашивок на ней, назначает его командиром.
Всплывшую японскую субмарину замечает и Уорд Дуглас. Поскольку возле зенитки в этот момент нет расчёта, он самостоятельно направляет её на подлодку и открывает огонь, не обращая внимания на то, что стреляет при этом сквозь собственный дом. В это время его дети, которым поручено спустить дозорных с ярмарочного колеса, вместо этого включают иллюминацию парка развлечений. Коммандер Митамура решает, что на берегу сверкает огнями какой-то индустриальный центр, и открывает огонь из пушек по колесу обозрения. Снаряд сбивает колесо со стойки, оно катится по пирсу и под ликующие вопли японцев сваливается в воду.
На пирсе появляется танк сержанта Три, который открывает по лодке огонь из орудия. Коммандер Митамура отвечает торпедным залпом, который сносит пирс вместе с танком. Последним по разрушающемуся пирсу проносится мотоцикл «Дикого Билла» Келсо, который, видимо, пытается с разгону таранить им подводную лодку, но не долетает до цели и падает в воду.
Дозорные с колеса обозрения и экипаж танка плывут к берегу, а «Дикий Билл» Келсо — к японской субмарине. Взобравшись на неё, он врывается внутрь до того, как она успевает погрузиться, и требует от остолбеневших японцев, чтобы они отвезли его в Токио.
На следующее утро возле остатков дома Дугласов появляется генерал Стилвелл и собираются все персонажи фильма, сохранившие способность передвигаться. Уорд Дуглас произносит прочувствованную патриотическую речь и пытается прибить к входной двери рождественский венок — символ мира и спокойствия. После первого же удара молотком остатки его дома сползают в океан.

## В ролях
- Нед Битти — Уорд Дуглас
- Дэн Эйкройд — Фрэнк Три
- Джон Белуши — Билл Келсо
- Кристофер Ли — Вольфганг фон Кляйншмидт
- Тосиро Мифуне — Акиро Митамура
- Лоррейн Гэри — Джоан Дуглас
- Нэнси Аллен — Донна Стреттон
- Джон Кэнди — Фоли
- Микки Рурк — Рис
- Слим Пикенс — Холлис «Холли» Вуд
- Люсиль Бенсон — «Газовая Мамаша» (Элоиза)